# アメリカ合衆国下院共和党会議議長の一覧
アメリカ合衆国下院共和党会議議長 (Republican Conference Chairman of the United States House of Representatives) の一覧を以下に掲載する。
| 氏名                                           | 選出州                        | 議会                | 在任期間                    |
| ---------------------------------------------- | ----------------------------- | ------------------- | --------------------------- |
| ジャスティン・S・モリル                        | ヴァーモント州                | 第38議会-第39議会   | 1863年-1867年               |
|                                                |                               | 第40議会            | 1867年-1869年               |
| ロバート・C・シェンク/ ナサニエル・P・バンクス | オハイオ州 マサチューセッツ州 | 第41議会            | 1869年-1871年 1869年-1871年 |
| オースティン・ブレア                           | ミシガン州                    | 第42議会            | 1871年-1873年               |
| ホレース・メイナード                           | テネシー州                    | 第43議会            | 1873年-1875年               |
| ジョージ・マクラリー                           | アイオワ州                    | 第44議会            | 1875年-1877年               |
| ユージン・ホール                               | メイン州                      | 第45議会            | 1877年-1879年               |
| ウィリアム・フライ                             | メイン州                      | 第46議会            | 1879年-1881年               |
| ジョージ・M・ロブスン                          | ニュージャージー州            | 第47議会            | 1881年-1883年               |
| ジョーゼフ・G・キャノン                        | イリノイ州                    | 第48議会-第50議会   | 1883年-1889年               |
| トマス・J・ヘンダーソン                        | イリノイ州                    | 第51議会-第53議会   | 1889年-1895年               |
| チャールズ・H・グローヴナー                    | オハイオ州                    | 第54議会-第55議会   | 1895年-1899年               |
| ジョーゼフ・G・キャノン                        | イリノイ州                    | 第56議会-第57議会   | 1899年-1903年               |
| ウィリアム・P・ヘップバーン                    | アイオワ州                    | 第58議会-第60議会   | 1903年-1909年               |
| フランク・D・カリアー                          | ニューハンプシャー州          | 第61議会-第62議会   | 1909年-1913年               |
| ウィリアム・S・グリーン                        | マサチューセッツ州            | 第63議会-第65議会   | 1913年-1919年               |
| ホレース・M・タウナー                          | アイオワ州                    | 第66議会-第67議会   | 1919年-1923年               |
| シドニー・アンダーソン                         | ミネソタ州                    | 第68議会            | 1923年-1925年               |
| ウィリス・ホーリー                             | オレゴン州                    | 第69議会-第72議会   | 1925年-1933年               |
| ロバート・ルース                               | マサチューセッツ州            | 第73議会            | 1933年-1935年               |
| フレデリック・R・レールバック                  | ニュージャージー州            | 第74議会            | 1935年-1937年               |
| ロイ・ウッドラフ                               | ミシガン州                    | 第75議会-第81議会   | 1937年-1951年               |
| クリフォード・ホープ                           | カンザス州                    | 第82議会-第84議会   | 1951年-1957年               |
| チャールズ・ホーヴェン                         | アイオワ州                    | 第85議会-第87議会   | 1957年-1963年               |
| ジェラルド・フォード                           | ミシガン州                    | 第88議会            | 1963年-1965年               |
| メルヴィン・レアード                           | ワイオミング州                | 第89議会-第90議会   | 1965年-1969年               |
| ジョン・B・アンダーソン                        | イリノイ州                    | 第91議会-第95議会   | 1969年-1979年               |
| サミュエル・ディヴァイン                       | オハイオ州                    | 第96議会            | 1979年-1981年               |
| ジャック・ケンプ                               | ニューヨーク州                | 第97議会-第99議会   | 1981年-1987年6月4日         |
| ディック・チェイニー                           | ワイオミング州                | 第100議会           | 1987年-1989年               |
| ジェリー・ルイス                               | カリフォルニア州              | 第101議会-第102議会 | 1989年-1993年               |
| リチャード・アーミー                           | テキサス州                    | 第103議会           | 1993年-1995年               |
| ジョン・ベイナー                               | オハイオ州                    | 第104議会-第105議会 | 1995年-1999年               |
| J・C・ワッツ                                   | オクラホマ州                  | 第106議会-第107議会 | 1999年-2003年               |
| デボラー・プライス                             | オハイオ州                    | 第108議会-第109議会 | 2003年-2007年               |
| アダム・パットナム                             | フロリダ州                    | 第110議会           | 2007年-2009年               |
| マイク・ペンス                                 | インディアナ州                | 第111議会           | 2009年-2011年               |
| ジェブ・ヘンサーリング                         | テキサス州                    | 第112議会           | 2011年-2013年               |
| キャシー・マクモリス・ロジャース               | ワシントン州                  | 第113議会-第115議会 | 2013年-2019年               |
| リズ・チェイニー                               | ワイオミング州                | 第116議会-117議会   | 2019年-2021年               |
| エリス・ステファニク                           | ニューヨーク州                | 第117議会-          | 2021年-                     |